# Roisan
Roisan là một đô thị ở thung lũng Aosta, Ý. Đô thị này có diện tích 14 km², dân số 852 người.
Đô thị này có làng trực thuộc: Baravex, Blavy, Careybloz, Chambrette, Champapon, Champvillair Dessous, Champvillair Dessus, Chaumé, Clavallaz, Closellinaz, Crétaz, Gorrey, Ladret, Les Adrets, Martinet, Massinod, Moulin, Preil, Rhins, Salé, Champ de Bau, Chateau, Chaviller, Chez Collin, Creusevì, Zatelì.
Đô thị này giáp các đô thị sau: Aoste, Doues, Gignod, Saint-Christophe, Valpelline.

## Biến động dân số
| Allein • Antey-Saint-André • Aoste • Arnad • Arvier • Avise • Ayas • Aymavilles • Bard • Bionaz • Brissogne • Brusson • Challand-Saint-Anselme • Challand-Saint-Victor • Chambave • Chamois • Champdepraz • Champorcher • Charvensod • Châtilon • Cogne • Courmayeur • Donnas • Doues • Emarèse • Etroubles • Fontainemore • Fénis • Gaby • Gignod • Gressan • Gressoney-La-Trinité • Gressoney-Saint-Jean • Hône • Introd • Issime • Issogne • Jovençan • La Magdeleine • La Salle • La Thuile • Lillianes • Montjovet • Morgex • Nus • Ollomont • Oyace • Perloz • Pollein • Pont-Saint-Martin • Pontboset • Pontey • Pré-Saint-Didier • Quart • Rhêmes-Notre-Dame • Rhêmes-Saint-Georges • Roisan • Saint-Christophe • Saint-Denis • Saint-Marcel • Saint-Nicolas • Saint-Oyen • Saint-Pierre • Saint-Rhémy-en-Bosses • Saint-Vincent • Sarre • Torgnon • Valgrisenche • Valpelline • Valsavarenche • Valtournenche • Verrayes • Verres • Villeneuve |